# عین سبت
عین سبت (به عربی: عين السبت) یک شهرداری در الجزایر است که در استان سطیف واقع شده‌است.